# یزریتس
یزریتس (به آلمانی: Jeseritz) یک منطقهٔ مسکونی در آلمان است که در گراده‌لگن واقع شده‌است.
 یزریتس  ۲۸۷ نفر جمعیت دارد.